# Пастолов камък
Мегалитното светилище Пастолов камък се намира на 5 km от Стрелча, на връх на възвишение с надморска височина около 1000 m.

## Откритие
Светилището е открито по време на теренно проучване през 2011 г. от Николета Петкова. В резултат на същото това проучване са посетени, локализирани и документирани скалните култови комплекси в местностите Исара и Студен кладенец, както и укрепление в местността Имането край град Стрелча.

## Описание и особености
Като своеобразен център на комплекса се оформя скална група с височина около 13 m с отвесни стени от север изток и запад, а на самия ѝ връх се наблюдава елипсовиден отвор, през който се вижда южният хоризонт. Споменатият отвор се намира на дъното на северната стена на елипсовидна „вана“. Размерите на „ваната“ са – дължина 1,60 m, широчина 1 m и дълбочина 0,75 m. Комплексът се допълва от съоръжение тип „пирустия“, която е с изключително големи размери. Стъпила е върху две подпори, ориентирана е изток-запад, като входът е от изток, а от срещуположната страна се наблюдава малък отвор, който вероятно е служил за изход.